# Маккаллох, Иэн (певец)
Иэн Маккаллох (англ. Ian Stephen McCulloch, род. 5 мая 1959 года, Ливерпуль, Англия) — британский рок-музыкант, певец и автор песен, наибольшую известность получивший как фронтмен рок-группы Echo & the Bunnymen. Иэн Маккаллох выпустил три сольных альбома, первый из которых, Candleland, стал Top 20-хитом.

## Биография
Иэн Маккаллох вырос в ливерпульском районе Норрис Грин (англ. Norris Green). Улица, на которой он жил, Парфенон-драйв (англ. Parthenon Drive), дала название одной из песен его альбома Siberia. Он учился в школе Олсоп (англ. Alsop High School).
Маккаллох начал свою музыкальную карьеру в группе The Crucial Three, образовавшейся в Ливерпуле, в состав которой вошли завсегдатаи клуба Eric’s — Джулиан Коуп (позже — лидер The Teardrop Explodes) и Пит Вайли, вскоре образовавший Wah!. В 1978 году вместе с гитаристом Уиллом Сарджентом и бас-гитаристом Лесом Паттинсоном Маккаллох собрал новый состав, Echo & the Bunnymen, который в конце того же года дебютировал в клубе Eric’s. Вскоре драм-машину, использовавшуюся поначалу, сменил живой ударник, Пит де Фрейтас.
Творчество группы вызвало большой резонанс: британская критика высоко оценила авторский потенциал Маккаллоха, его оригинальные, высокохудожественные основанные на игре слов тексты, сценический артистизм. Сам музыкант в числе исполнителей, оказавших на него наибольшее влияние, называл Лу Рида, Игги Попа, The Doors, Леонарда Коэна, Жака Бреля и Дэвида Боуи.
В 1983—1984 годах, когда Echo & the Bunnymen находились на вершине популярности, Маккллох приобрел прозвище «Mac the Mouth» благодаря своей склонности к остроумным и уничижительным характеристикам тех своих конкурентов, которых он считал «ничтожествами». Основными мишенями его насмешек стали Боно, Джулиан Коуп, Пол Уэллер и Ник Кейв.
В конце 1980-х годов Маккалох покинул Echo & the Bunnymen и начал сольную карьеру, полагая, что с группой покончено. Когда оказалось, что это не так, и трое бывших коллег нашли ему замену в лице вокалист Ноэла Бурка, разрыв приобрел болезненный характер: бывший лидер стал называть новый ансамбль «Echo & the Bogusmen».
В 1990 году до #18 в UK Albums Chart поднялся первый сольный альбом Иэна Маккаллоха Candleland, сдержанная и мрачная работа, настроение которое было предопределено двумя трагическими смертями: де Фрейтаса и отца Маккалоха. Синглами из альбома вышли «Proud To Fall» (#1, US Modern Rock) и «Faith and Healing». Альбом Mysterio (1992) имел значительно меньший успех.
В 1993 сформировался авторский дуэт Иэна Маккаллох — Джонни Марр (в прошлом — гитарист The Smiths). Именно последнего Иэн впоследствии благодарил за то, что тот помог ему вернуть интерес к творчеству. Предполагалось, что к дуэту присоединится и гитарист Уилл Сарджент, но тут таинственным образом исчезли плёнки, записанные Марром и Маккаллохом: это положило конец разговорам о возможном создании супергруппы.
Между тем отношения между Маккалохом и Сарджентом улучшились, и в 1994 году они образовали Electrafixion: группа исполняла более жёсткую музыку, и в вокале Маккалоха критики отметили резкие нотки. Критика в целом высоко оценила дебютный альбом Burned, но успеха в чартах он не имел.
В 1997 году Echo & the Bunnymen реформировались, выпустили альбом Evergreen и с тех пор уже не распадались, однако Маккалох продолжал активно работать на стороне. В 1998 году он вместе с участницами Spice Girls, Томми Скоттом из Space и Саймоном Фаулером из Ocean Colour Scene записал и выпустил синглом «Top of the World», официальный гимн сборной Англии по футболу к чемпионату мира 1998 года, вышедший как релиз England United и поднявшийся в Британии до #9.
Маккалох, давний болельщик Liverpool Football Club, в 2006 году принял участие в записи клубного гимна с игроками команды (Bootroom Allstars) — «Ring of Fire», ремейка песни Джонни Кэша.
Третий сольный альбом Маккалоха, Slideling, вышел весной 2003 года на лейбле spinART: в записи приняли участие музыканты Coldplay Крис Мартин и Джонни Бакланд, а также актёр Джон Симм («24 Hour Party People»). С Coldplay Маккаллох сотрудничал и в качестве студийного продюсера.

### Личная жизнь
В 1983 году Иэн Маккаллох женился на Лоррейн Фокс (англ. Lorraine Fox). В этом браке родились две его дочери, Кэнди и Мими. В конце 2003 года супруги развелись.

## Дискография

### Сольные альбомы
- Candleland, 1989 — UK #18 [1]
- Mysterio, 1992 — UK #46
- Slideling, 2003